# Hang Bêlem
"Hang Bêlem" (tên gọi khác: "Hát khen") là một ca khúc Giáng sinh tiếng Việt quen thuộc, ngợi khen Chúa Giê-su sinh ra tại Bethlehem.
Ca khúc này do nhạc sĩ Công giáo Phanxicô Hải Linh (tên thật là Trần Văn Trị) sáng tác. Đây là sáng tác đầu tay của nhạc sĩ Hải Linh khi ông vừa 25 tuổi và đây cũng có thể xem là ca khúc rất được phổ biến trong các thánh lễ Giáng sinh ở Việt Nam.

## Hoàn cảnh
Mùa Giáng Sinh năm 1945, khi đi qua tòa soạn báo "Đường Sống" ở Nam Định, Hải Linh được ông Minh Châu – chủ nhiệm tờ báo – thách đố việc sáng tác nhanh một ca khúc về chủ đề Giáng sinh để đăng báo. Hải Linh nhận lời và hẹn 3 ngày sau trở lại. Đến hẹn, Hải Linh đưa bản nhạc "Hang Bêlem" tới tòa soạn và tập hát sơ qua cho một số nhân viên trong tòa soạn. Khi hát lên, mọi người thấy thích quá nên ông Minh Châu thương lượng rằng, ông sẽ chịu chi phí để lên Hà Nội thuê khắc nhạc vào bản gỗ để in vào 2000 bản báo Đường Sống sắp tới, sau đó, ông sẽ cho Hải Linh lại bản gỗ của bản nhạc. Hải Linh đồng ý cho nên, phần tên tác giả của bài hát này thường được viết kép là: Hải Linh - Minh Châu.
Lúc ấy, bài hát cũng được in riêng ra 500 bản để bán với giá khoảng 3 hào. Hải Linh gửi lên Hà Nội 10 bản. Một số nhà thờ tại đây sử dụng, nhiều người thấy hay nhưng không tìm đâu ra bản nhạc. Một linh mục tên là Kim Định đã mua một bản danh dự với giá 100 đồng. Hải Linh cũng đem theo một bản nhạc về Phát Diệm. Đêm vọng Lễ Giáng Sinh, Hải Linh điều khiển Hội Ca Vịnh Nhà thờ chính tòa Phát Diệm hợp xướng bản Hang Bêlem này.
Bài hát này đã dần trở thành " bất hủ " trong lòng những người Công giáo. Như lời nhận xét của linh mục Kim Long, phó chủ tịch Uỷ ban thánh nhạc Hội đồng Giám mục Việt Nam:
| “ | "Có thể nói đêm Giáng sinh mà không hát "Hang Bê Lem" của Hải Linh thì thấy thiếu một cái gì đó, vì nó có âm hưởng riêng và nó diễn tả được tâm tình của con người phải có khi đón chờ Chúa, gặp gỡ Chúa trong đêm hồng phúc" | ” |

Bài hát về sau được thể hiện lại nhiều lần bằng các giọng ca tên tuổi như Hồng Nhung, Trần Thu Hà, Ý Lan, Cẩm Vân - Khắc Triệu,... Đây là bài hát được rất nhiều người Việt Nam biết đến do lời nhạc gần gũi, giản dị, sáng trong và tồn mãi trong lòng người.

## Trích đoạn lời bài hát
| “ | Đêm đông, lạnh lẽo Chúa sinh ra đời Chúa sinh ra đời nằm trong hang đá nơi máng lừa. Trong hang Bêlem, ánh sáng tỏa lan tưng bừng Nghe trên không trung tiếng hát thiên thần vang lừng Đàn hát, réo rắt tiếng hát, xướng ca, dư âm vang xa. Đây Chúa thiên tòa giáng sinh vì ta. Người hỡi, hãy kịp bước tới, đến xem, nơi hang Bêlem Ôi Chúa giáng sinh khó khăn thấp hèn. ... | ” |